# Sphaerodactylus leonardovaldesi
Sphaerodactylus leonardovaldesi — вид геконоподібних ящірок родини Sphaerodactylidae. Ендемік Гондурасу. Описаний у 2012 році. 

## Опис
Довжина гекона Sphaerodactylus leonardovaldesi (без врахування хвоста) становить 28,8 мм.

## Поширення і екологія
Sphaerodactylus leonardovaldesi є ендеміками острова Роатан в групі островів Іслас-де-ла-Байя. Вони живуть в чагарникових заростях, серед опалого листя і каміння.